# Говард, Томас, 1-й граф Саффолк
Томас Говард, 1-й граф Саффолк (англ. Thomas Howard, 1st Earl of Suffolk, 24 августа 1561, Лондон — 28 мая 1626, Чаринг-Кросс, Лондон) — сын Томаса Говарда, 4-го герцога Норфолка, от второго брака с Маргарет Одли, дочерью Томаса Одли, 1-го барона Одли из Уолдена.

## Биография
Томас Говард командовал «Золотым львом» в сражениях с Испанской армадой. 26 июля 1588 года за проявленную доблесть посвящён в рыцари на борту корабля своим родственником, лордом-адмиралом Чарльзом Говардом.
В 1591 году он был отправлен с эскадрой к Азорским островам, чтобы перехватить испанский флот с сокровищами из Америки. Он разминулся с галеонами с сокровищами, и вместо этого столкнулся с испанскими военными кораблями, посланными из Ферроля, чтобы уничтожить его эскадру. В последовавшем сражении Говарду удалось спасти свои корабли, за исключением «Реванша», которой командовал вице-адмирал эскадры сэр Ричард Гренвилл. «Реванш» затонул, а Гренвилл был смертельно ранен.
В 1596 году Говарду, который стал вице-адмиралом, удалось разбить испанский флот и захватить Кадис. Снискав благосклонность королевы Елизаветы, в апреле 1597 года он был провозглашён рыцарем Ордена Подвязки, а в июне командовал неудачной экспедицией на Азорские острова, которую частично финансировал.
Через Бекингема Якову стало известно о неправомерных действиях Саффолка в казначействе при содействии леди Саффолк, и в июле 1618 года граф был отстранён от должности. В начале 1619 года его жена перенесла оспу, уничтожившую её знаменитую красоту, а сам Саффолк сослался на плохое здоровье, пытаясь избежать суда. Несмотря на это, в октябре 1619 года он, его жена и их приятель сэр Джон Бингли, хранитель казначейства, были обвинены в коррупции на процессе в Звёздной палате; 13 ноября 1619 года их признали виновными по всем пунктам обвинения. Суд наложил штраф в размере 30 тысяч фунтов стерлингов и приговорил к тюремному заключению по усмотрению короля.
Через десять дней Саффолк и его жена были освобождены и обратились к Бекингему с просьбой заступиться за них. Хотя Саффолк раздосадовал Якова попытками найти лазейку и избежать конфискации собственности, Бекингем был склонен помочь своему сопернику теперь, когда тот потерял всю власть. Бекингем устроил Саффолку аудиенцию у короля, после чего штраф был сокращён до 7000 фунтов стерлингов. В 1623 году младший сын Саффолка, Эдвард, женился на племяннице Бекингема Мэри Ботлер. Саффолк больше никогда не занимал высокий пост, но продолжал заседать в Палате лордов и дважды был уполномоченным по церковным делам.
Томас Говард умер на Чаринг-Кросс 28 мая 1626 года и был похоронен Саффрон-Уолдене.

## Семья
Первая жена: Мэри Дакр (1563—1578), дочь Томаса Дакра, 4-го барона Дакра и Элизабет Лейбёрн. Находясь в Тауэре перед казнью в 1572 году, отец умолял Томаса жениться на своей сводной сестре Мэри (матерью Мэри была третья жена Норфолка). Томас выполнил волю отца. Брак был бездетен, и 14-летняя Мэри скончалась в апреле 1578 года в Саффрон-Уолдене.
Вторая жена: Кэтрин Найвет (1564—1638), дочь сэра Генри Найвета и Элизабет Стамп. В первом браке жена Ричарда Рича, сына Ричарда Рича, 2-го барона Рич и внука 1-го барона Рич. Свадьба с Кэтрин состоялась не позднее 1582 года. Признанная красавица, она была старшей дочерью и наследницей своего отца. В браке родилось одиннадцать детей:
- Теофилиус Говард, 2-й граф Саффолк (13 августа 1582 — 3 июня 1640), женился на Элизабет Хоум, оставил потомство;
- Элизабет Говард (ок. 1583 — 17 апреля 1658), вышла замуж за: (1) Уильяма Ноллиса, 1-го графа Банбери, оставила потомство; (2) Эдуард Вокс, 4-й барон Вокс из Херроудена;
- сэр Роберт Говард (1598—1653), (1) любовница — Фрэнсис Вильерс, от которой был сын; {2} жена: Кэтрин Невилл;
- сэр Уильям Говард (1586 — до 1672);
- Томас Говард, 1-й граф Беркшир (8 октября 1587 — 16 июля 1669), женился на Элизабет Сесил, оставил потомство;
- Кэтрин Говард (ок. 1588—1673), вышла замуж за Уильяма Сесила, 2-го графа Солсбери, оставила потомство;
- Фрэнсис Говард (31 мая 1590—1632), вышла замуж за: (1) Роберта Деверё, 3-го графа Эссекс; (2) Роберта Карра, 1-го графа Сомерсет, оставила потомство;
- сэр Чарльз Говард (1591 — 21 июня 1626), женился на Мэри Фиц-Джон, оставил потомство;
- Генри Говард (1592—1616) женился на Элизабет Бассетт, оставил потомство. В сентябре 1613 года отправился в Вере, чтобы драться на дуэли с графом Эссексом, но придворный Генри Гибб предотвратил поединок[8][9];
- Эдвард Говард, 1-й барон Говард из Эскрика (ум. 24 апреля 1675), женился на Мэри Ботлер, оставил потомство;
- Маргарет Говард (ок. 1599—1608).